# Железнодорожный транспорт в Белгородской области
Железнодоро́жный тра́нспорт в Белгоро́дской о́бласти является важной составляющей транспортной системы региона. Железнодорожная сеть региона представлена магистралями Москва — Белгород — Харьков, Москва — Валуйки — Луганск, Валуйки — Лиски и другими железнодорожными линиями. Протяженность железнодорожных путей общего пользования на территории области составляет 700 км, густота железнодорожной сети — 2,58 км на 100 км² площади. Бо́льшая часть железнодорожных линий на территории области относится к Белгородскому региону Юго-Восточной железной дороги.

## История и перспективы развития

### Начало движения
В начале 1868 года было получено разрешение на строительство частной Курско-Харьковско-Азовской железной дороги, учредителем был назначен Самуил Соломонович Поляков. Новая железная дорога проходила через город Белгород, который в то время был уездным городом Курской губернии.
В апреле 1869 года на станцию Белгород прибыл первый пробный поезд из Курска, а 6 июля того же года было открыто регулярное движение по линии Курск — Харьков. К моменту открытия движения на станции 2-го класса Белгород было построено паровозное депо, водокачка, три платформы (одна пассажирская и две товарные), а также другие строения. Сооружение железнодорожного вокзала было завершено в 1870 году.

### Развитие железных дорог региона в конце XIX — первой половине XX веков
Активное строительство железных дорог на территории современной Белгородской области развернулось в конце XIX — начале XX веков.
В 1895 году акционерным обществом Юго-Восточных железных дорог была построена Харьковско-Балашовская железная дорога, проходившая через города Валуйки и Бирюч, бывших в то время уездными городами Воронежской губернии.
В 1896 году была сооружена линия Белгород — Волчанск, относившаяся к Курско-Харьковско-Азовской железной дороге, ставшей к тому времени казённой (государственной).
В 1897 году обществом Юго-Восточных железных дорог была завершена постройка Елецко-Валуйской железной дороги, проходившей через города Старый Оскол и Новый Оскол Курской губернии. Станция Валуйки стала узловой.
В 1901 году была построена частная Белгород-Сумская железная дорога, для обслуживания которой в Белгороде была сооружена станция Белгород-Сумской.
1 января 1907 года в результате слияния Курско-Харьково-Азовской и Харьково-Николаевской железных дорог были образованы «Южные казённые железные дороги».
В 1911 году была введена в эксплуатацию линия Льгов — Харьков Северо-Донецкой железной дороги, соединявшаяся с Белгород-Сумской железной дорогой на станции Готня.
В 1918 году все частные железные дороги на территории области были национализированы и переданы в ведение НКПС.
В 1929—1931 годах на линии Касторная — Старый Оскол — Валуйки были сооружены вторые пути.
В 1932—1937 годах была введена в эксплуатацию магистраль Москва — Валуйки — Донбасс, был построен участок Валуйки — Несветай.
В 1930-х годах была также построена промышленная ветка от станции Старый Оскол в район разведки Курской магнитной аномалии (КМА).

### Железные дороги региона в годы Великой Отечественной войны
Во время Великой Отечественной войны в 1941 — 1943 годы территория современной Белгородской области (в то время входила в состав Курской и Воронежской областей) была оккупирована немецко-фашистскими войсками, а железнодорожные линии оказались в зоне активных боевых действий, в результате которых инфраструктура большинства станций была полностью или частично разрушена.
В 1942 году в Белгороде была создана паровозная колонна № 10 особого резерва НКПС. В ней трудились 524 железнодорожника.
8 июня 1943 года, в ходе подготовки к Курской битве, Государственный Комитет Обороны принял постановление «О строительстве линии Старый Оскол — Ржава» протяженностью 95 километров по облегченным техническим условиям. Новая линия была построена и введена в эксплуатацию всего за 31 день (строительство велось с 15 июня по 17 июля 1943 года). Железнодорожная линия Ржава — Сараевка — Старый Оскол, получившая название «Дорога Мужества», ускорила доставку грузов, техники и войск к линии фронта и сыграла значительную роль в победе советских войск в Курской битве.

### Развитие железных дорог области во второй половине XX века
В послевоенные годы началась активная разработка КМА. Были построены Лебединский и Стойленский горно-обогатительные комбинаты, к которым были проведены подъездные пути от линии Сараевка — Старый Оскол.
В 1959 году был электрифицирован (система постоянного тока, 3000 В) участок Южной железной дороги от Харькова до Белгорода, а годом позже — участок от Белгорода до Курска
В 1967 году были электрифицированы (система переменного тока 25 кВ) линии Купянск — Валуйки и Валуйки - Георгиу-Деж (Лиски).

### Развитие железных дорог области в конце XX — начале XXI веков
В 1992 году к Белгородскому отделению были присоединены участки и переданы все железнодорожные предприятия ЮЖД, находящиеся на территории России, а само отделение вошло в состав Юго-Восточной железной дороги.
В 1998 году был электрифицирован участок Касторная-Новая — Старый Оскол (система переменного тока 25 кВ), годом позже электрификация была продолжена до Стойленской (линия Старый Оскол — Сараевка) и станции Котёл (линия Старый Оскол — Валуйки).
Полная электрификация линии Старый Оскол — Валуйки началось весной 2003 года, а торжественное открытие состоялось 27 декабря того же года. Электрификация данного участка позволила повысить пропускную способность этой грузонапряжённой линии и снизить стоимость её эксплуатации.
В 2010 году Белгородское и Елецкое отделение были объединены в Белгородский регион.

### Перспективы развития
До 2014 года в рамках реализации проекта РЖД по организации скоростного движения (160—200 км/ч) между Москвой и черноморскими курортами планировалась модернизация линии Москва — Прохоровка, а также строительство линии Прохоровка — Россошь, которая соединит Курский и Воронежский ходы в обход территории Украины. После 2014 года было принято решение отказаться от строительства данной линии ввиду её дороговизны и слишком большой протяженности. Ветку в обход Украины запустили в 2017 году, и она проходит по территории Воронежской и Ростовской областях (не пересекая Белгородскую область).
До 2018 года в рамках разрабатываемой Федеральной целевой программы развития железнодорожного транспорта на Белгородском отделении Юго-Восточной железной дороги планировалось электрифицировать участок Стойленская — Сараевка (Курская область) протяженностью 83 км. По состоянию на июнь 2019 года электрификация не выполнена. В соответствии с данной программой планируется оборудование линий Белгород-Сумской — Готня (к 2015) и Готня — Ивня (к 2017) устройствами автоблокировки, а также микропроцессорная и электрическая централизация ряда станций.

## Железнодорожные перевозки

### Пассажирское сообщение
Через Белгородскую область в зимний период проходит менее 10 пар поездов дальнего следования, меньшая часть которых следуют по магистрали Москва — Харьков на территорию Украины и в обратном направлении. В летний период назначаются дополнительные поезда и количество пар возрастает до 20. Таможенный досмотр поездов дальнего следования осуществляется на станциях Белгород и Валуйки. В Белгородской области формируется 2 фирменных поезда: «Белогорье» сообщением Белгород — Москва и «Приосколье» сообщением Старый Оскол — Москва.
Белгородская область является приграничным регионом, вследствие этого целый ряд пригородных поездов до их полной отмены являлся международным: Белгород — Казачья Лопань — Харьков (пропускной пункт Наумовка — Казачья Лопань), Белгород — Волчанск (пропускной пункт Нежеголь — Волчанск), Валуйки — Тополи, Готня — Ворожба (пропускной пункт Илек-Пеньковка — Пушкарное), Готня — Одноробовка — Харьков (пропускной пункт Хотмыжск — Одноробовка).

### Грузовое сообщение
Объём отправления грузов железнодорожным транспортом на территории Белгородской области в 2008 году составил 40,5 млн. тонн. Наибольший вклад в объём погрузки вносят предприятий горнодобывающей промышленности (Стойленский и Лебединский ГОКи). Основные станции погрузки: Стойленская, Старый Оскол, Котёл. Линии Валуйки — Старый Оскол  и Валуйки — Лиски широко используется для транзитных грузовых поездов, следующих с территории Украины. Таможенный досмотр грузовых поездов осуществляется на станциях Валуйки (основной объём) и Белгород. В связи с возрастающим грузопотоком ведётся строительство постоянных пропускных пунктов «Головчино» (на станции Хотмыжск) и «Красный Хутор» (на одноимённом остановочном пункте).